# Yimou Zhang
Yimou Zhang (n. 2 aprilie 1950, Xi'an, Republica Populară Chineză) este un regizor de film, producător, scriitor și actor chinez.
El este considerat ca făcând parte dintr-a cincea generație de realizatori de film din China, care a făcut debutul regizoral în 1987 cu Red Sorghum.
Zhang a câștigat numeroase premii și recunoașteri, cu „Cel mai bun film străin”,  fiind nominalizat pentru Ju Dou în 1990 și Raise the Red Lantern în 1991, Leul de Argint și Leul de Aur la Festivalul de film din Veneția, Marele Premiu al Juriului la Festivalul Internațional de Film de la Cannes și Ursul de Aur la Festivalul Internațional de Film de la Berlin. La Berlinala din 1993 a fost membru al juriului. Zhang a regizat ceremoniile de deschidere și de închidere de la Jocurile Olimpice de vară din 2008 de la Beijing, primind considerabile aprecieri internaționale.
Una dintre temele recurente ale lui Zhang este capacitatea de rezistență a poporului chinez în fața greutăților și adversităților, o tema care a fost explorată atât în filmul „To live” (1994) cât și în Not One Less (1999). Filmele sale sunt deosebit de remarcate pentru utilizarea bogăției de culoare, cum se poate observa în unele din filmele sale timpurii, cum ar fi „Raise the Red Lantern”. Filmul sau cel mai recent este un film de dramă istorică numit „Coming Home”.

## Biografie
Zhang s-a  născut în Xi'an, capitala provinciei Shaanxi. Tatăl lui Zhang, un dermatolog, a fost ofițer în Armata Națională Revoluționară a lui Chiang Kai-shek în timpul războiului civil din China, unul dintre unchii și frații săi mai mari au urmat Forțele Naționaliste către Taiwan după 1949. Că urmare, Zhang s-a confruntat  devreme cu dificultăți în viață lui.
În timpul Revoluției Culturale a anilor 1960 și 1970, Zhang a întrerupt studiile școlare și a plecat să lucreze. Mai întâi a lucrat ca muncitor la fermă timp de 3 ani, iar mai târziu la o uzină de textile din orașul Xianyang, unde a lucrat timp de 7 ani. În acest timp el s-a familiarizat cu pictura și fotografia, practicându-le în mod amatoricesc. În 1978 Zhang a mers la Beijing Film Academy și s-a specializat în fotografie. El a obținut doctoratul primind totodată un grad onorific la Universitatea din Boston și unul de la Universitatea Harvard.

## Filmografie[7]

### Regizor
- Sorgul roșu (Hong gaoliang - 红高粱) (1987)
- Operation Cougar (Daihao meizhoubao - 代号美洲豹) (1988)
- Judou (Ju Dou - 菊豆) (1990)
- Raise the Red Lantern (Dahong denglong gaogao gua - 大红灯笼高高挂) (1991)
- Povestea lui Qiu Ju (Qiu Ju da guansi, 秋菊打官司) (1992)
- A trăi (活着) (1994)
- Shanghai Triad (Yao a yao yaodao waipo qiao - 摇啊摇，摇到外婆桥) (1995)
- Lumière et compagnie (1995) - realizarea unui segment
- Keep Cool (Youhua haohao shuo - 有话好好说) (1997)
- Not One Less (Yige dou bu neng shao - 一个都不能少) (1999)
- Drumul acasă (Wode fuqin muqin - 我的父亲母亲) (1999)
- Vremuri fericite (Xinfu shiguang - 幸福时光) (2000)
- Hero (Yingxiong - 英雄) (2002)
- Casa pumnalelor zburătoare (Shi mian mai fu - 十面埋伏) (2004)
- Riding Alone for Thousands of Miles (千里走单骑) (2005)
- Blestemul florii aurii (满城尽带黄金甲) (2006)
- O femeie, o armă și supă cu teiței (三枪拍案惊奇) (2009)
- Under the Hawthorn Tree (山楂树之恋) (2010)
- Florile războilui (金陵十三钗) (2011)
- Venirea acasă (归来) (2014)
- Marele zid (长城) (2016)

### Operator imagine
- Elefantul roșu (红象) (1982)
- Unu și opt (一个和八个) (1983)
- Pământ galben (黃土地) (1984)
- Vechiul izvor (老井) (1985)
- Marea paradă (大阅兵) (1986)

### Actor
- Vechiul izvor (老井) (1985)
- Red Sorghum (红高粱) (1987)
- Luptă și dragoste cu un războinic de teracotă (古今大战秦俑情) (1989)
- Keep Cool (有话好好说)